# Савелове
Саве́лове — село в Україні, у Тростянецькій міській громаді Охтирського району Сумської області. Населення становить 26 осіб. Колишній орган місцевого самоврядування — Печинська сільська рада.

## Географія
Село Савелове знаходиться на відстані 2 км від села Криничне, за 2,5 км — село Печини. По селу протікає пересихаючий струмок з загатою.